# AXA Sports Center
AXA Sports Center é uma arena polivalente localizada na cidade de Södertälje, na Suécia.
É usada para hóquei no gelo, basquetebol, patinagem, ténis, bandy, feiras, exposições, conferências e congressos.

Foi inaugurada em 2005 e tem capacidade para 6 000 pessoas durante eventos desportivos.

É utilizada pelo clube de hóquei no gelo Södertälje SK.